# Clusia multiflora
Clusia multiflora, comúnmente llamada Chagualo, Gaque o Cucharo,
es una especie del género Clusia originaria de América.

## Descripción
Árbol dioico de tamaño medio que puede alcanzar 14 m de altura. El tronco, de corteza oscura y anillada, puede medir hasta 30 cm de diámetro cuando el árbol es adulto. De las ramas inferiores surgen raíces aéreas que al llegar al suelo producen nuevos clones. Las hojas obovadas son simples y opuestas, miden entre 7 a 20 cm de largo por 3 a 8,5 cm de ancho; de textura coriácea con borde entero y agrupadas en el extremo superior de las ramas. Exudado abundante de color amarillo. Las flores son aromáticas, con cáliz de cuatro sépalos oblongos y cuatro pétalos amarillo pálido. Surgen de una cima terminal de hasta 6 cm de largo. Sus frutos son cápsulas carnosas de forma oblonga cuyas semillas están recubiertas por un arilo anaranjado.

## Distribución y hábitat
Se distribuye por las montañas de Honduras a Panamá, la cordillera andina desde Venezuela hasta Bolivia. En Colombia está presente en la Sierra Nevada de Santa Marta y las tres cordilleras andinas, principalmente a altitudes entre 1000 y 3300 m s. n. m. Su hábitat son bosques húmedos montanos, premontanos y bajos, bosques húmedos y muy húmedos tropicales. Requiere suelos con buen drenaje, debido a la necesidad respiratoria de las raíces, con humedad alta y permanente. Requiere sombra moderada, aunque soporta el pleno sol si tiene humedad atmosférica.

## Ecología
Sus flores son visitadas por las siguientes especies:
- Colibríes (Trochilidae)
- Picaflor lustroso (Diglossa lafresnayii)
- Carbonero, picaflor negro (Diglossa humeralis)
- Picaflor azul (Diglossa caerulescens)
- Picaflor de antifaz (Diglossa cyanea)
- Picaflor flanquiblanco (Diglossa albilatera)

Sus frutos o semillas son consumidos por las siguientes especies:
- Loro orejiamarillo (Ognorhynchus icterotis)
- Tucán, terlaque (Andigena laminirostris)
- Picaflor azul (Diglossa caerulescens)
- Picaflor de antifaz (Diglossa cyanea).

## Usos

### Uso medicinal
Según el botánico José Celestino Mutis, estudioso de la flora colombiana, es utiliza como planta medicinal. El látex amarillo viscoso de la corteza externa se emplea como cicatrizante y purgante, y para tratar los resfriados.

### Otros usos
Su madera, junto a las raíces adventicias, son utilizadas en ebanistería, construcción y en la elaboración de artesanías.
La resina se emplea como incienso. Así mismo, este árbol es utilizado como ornamental en parques y jardines, para estabilizar taludes.

## Taxonomía
Clusia multiflora fue descrita por Carl Sigismund Kunth y publicado en Nova Genera et Species Plantarum (quarto ed.) 5: 200. 1821[1822].
Etimología
Clusia: nombre genérico otorgado en honor del botánico Carolus Clusius.
multiflora: epíteto latino que significa "con muchas flores".